# Nakajima J1N

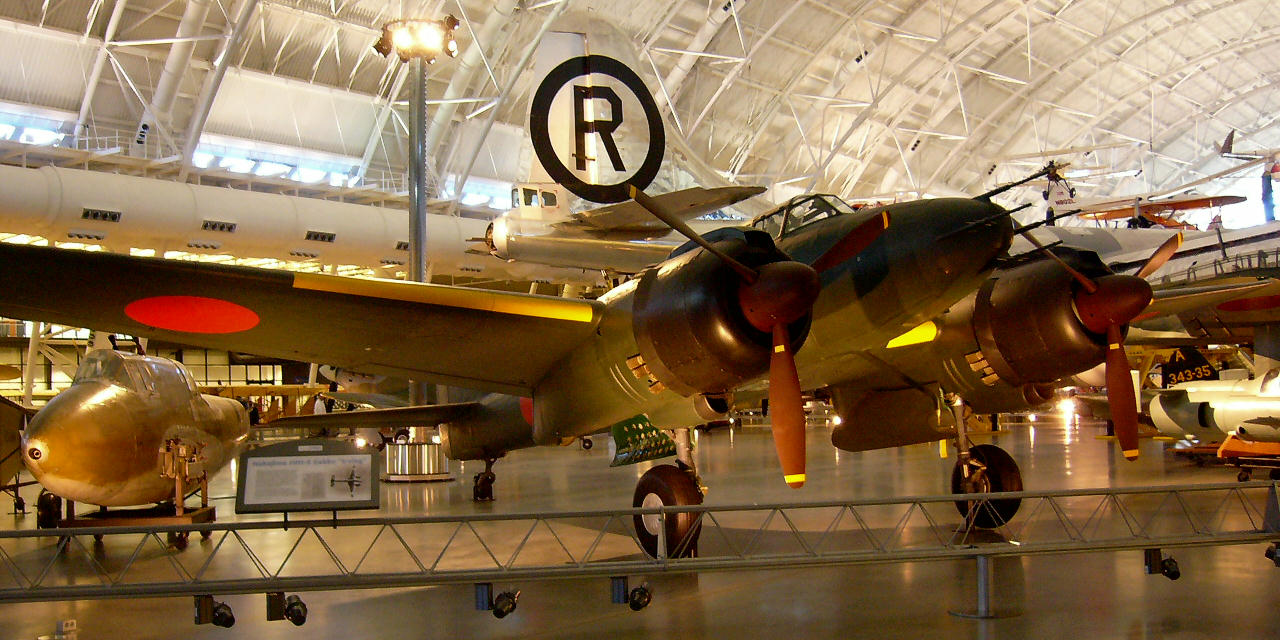
Nakajima J1N im „Steven F. Udvar-Hazy Center“

Die Nakajima J1N Gekkō (jap. 月光, dt. „Mondlicht“) war ein zweimotoriger Nachtjäger der Kaiserlich Japanischen Marine von 1941. Der alliierte Codename war Irving.

## Entwicklung
Der Erstflug erfolgte im Mai 1941. Die Gekkō war ein Tiefdecker mit zwei nach oben und zwei nach unten gerichteten 20-mm-Kanonen. Die ersten Typen hatten noch Suchscheinwerfer, aber ab der Version J1N1-Sa von 1943 war ein Radar eingebaut.
Die Maschinen wurden effektiv gegen Boeing B-17-Bomber in Rabaul eingesetzt, später auch gegen Consolidated B-24-Bomber. Die J1N wurde auch gegen Boeing B-29-Bomber eingesetzt, allerdings mit wenig Erfolg. Das Radar funktionierte gut, die Maschine hatte aber Probleme mit der Leistung in großen Höhen. So wurden gegen Ende des Zweiten Weltkrieges eine ganze Reihe als Kamikazeflugzeuge eingesetzt.

## Varianten
- J1N1: Prototyp.
- J1N1-C: Langstreckenaufklärer
- J1n1-C KAI:Nachtjäger
- J1N1-R: umbenannt in J1N1-F.
- J1N1-S: Nachtjäger
- J1N1-Sa: Nachtjäger mit zusätzlicher 20-mm-Mk

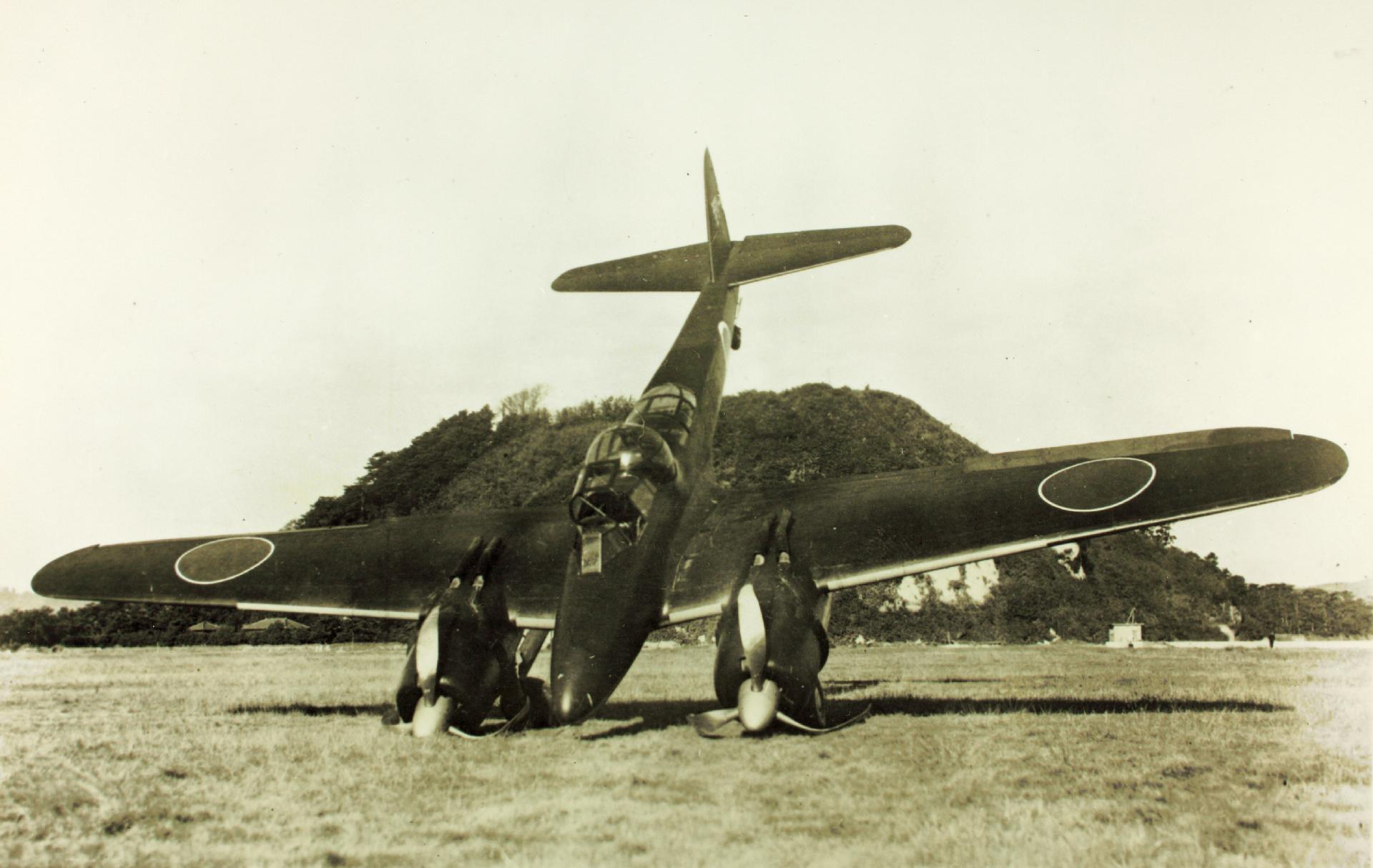
J1N1-F, Aufklärer mit 20-mm-Turm
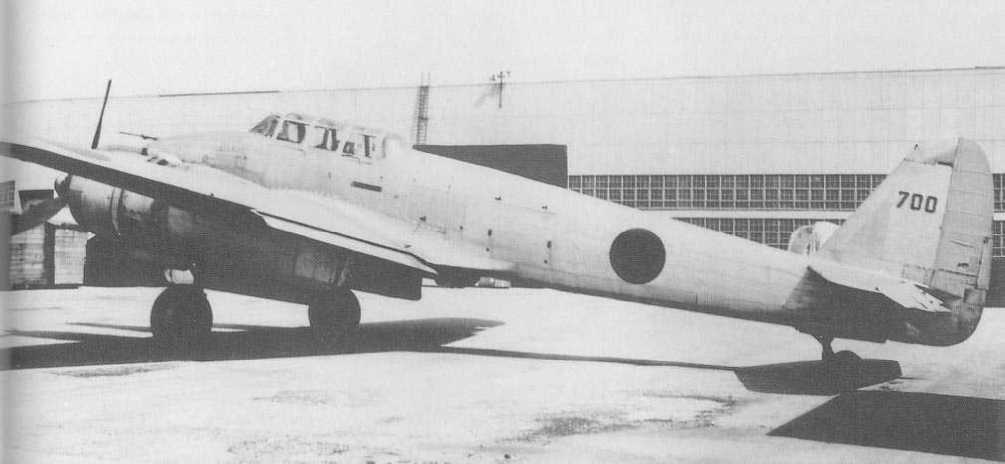
J1N1-S, Nachtjäger mit Radar
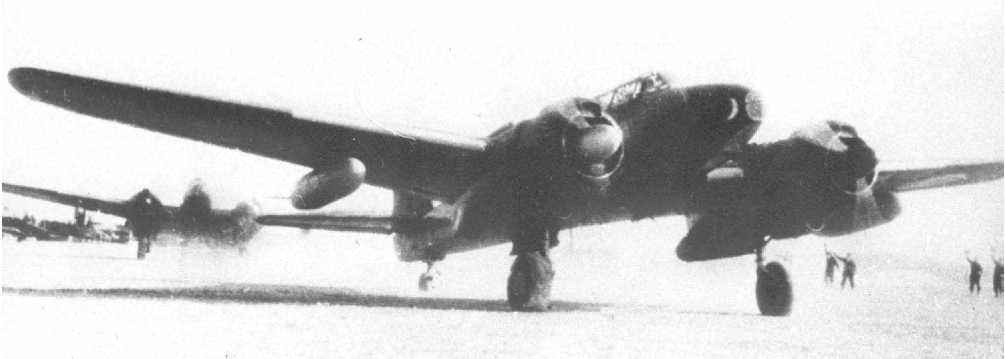
J1N1-S der 210. Kokutai mit Abwurftanks

## Technische Daten
| Kenngröße             | Daten (J1N1-S)                                                             |
| --------------------- | -------------------------------------------------------------------------- |
| Besatzung             | 2                                                                          |
| Länge                 | 10,85 m                                                                    |
| Flügelspannweite      | 16,98 m                                                                    |
| Tragflügelfläche      | 46,0 m²                                                                    |
| Höhe                  | 4,56 m                                                                     |
| Leermasse             | 4.840 kg                                                                   |
| Startmasse            | normal 7.010 kg maximal 8.184 kg                                           |
| Antrieb               | 2 × Nakajima Sakae, je 843 kW (1.130 PS)                                   |
| Höchstgeschwindigkeit | 507 km/h                                                                   |
| Steigleistung         | 522 m/min                                                                  |
| Reichweite            | 3.778 km                                                                   |
| Dienstgipfelhöhe      | 9.320 m                                                                    |
| Bewaffnung            | 2 nach oben feuernde 20-mm-MK Typ 99 2 nach unten feuernde 20-mm-MK Typ 99 |